# Mattig
Mattig är ett vattendrag i Österrike.   Det ligger i förbundslandet Oberösterreich, i den norra delen av landet, 240 km väster om huvudstaden Wien.
Omgivningarna runt Mattig är en mosaik av jordbruksmark och naturlig växtlighet. Runt Mattig är det ganska tätbefolkat, med 93 invånare per kvadratkilometer.